# 察里津省
48°42′31″N 44°30′53″E / 48.70861°N 44.51472°E
察里津省（俄语：Царицынская губерния）是1918年至1928年間俄罗斯苏维埃联邦社会主义共和国的一個省。察里津省位于位於伏爾加河下游，其省治位於察里津市，是現代伏爾加格勒州的前身。1925年，該省更名为斯大林格勒省。1928年，該區廢除，領土併入下伏爾加邊疆區。

## 歷史
察里津省最初根據北高加索軍區軍事委員會1918年9月7日的命令建立，并在1919年3月24日由俄罗斯苏维埃联邦社会主义共和国内务人民委员部決議確認。
察里津省的領土分割自薩拉托夫省、阿斯特拉罕省和頓河州，1926年轄以下行政區（括號內爲治所所在地）：
- 第二頓河地區（下奇爾（英语：Nizhny Chir））
- 列寧斯克縣（列寧斯克）
- 尼古拉耶夫斯克縣（尼古拉耶夫斯克）
- 斯大林格勒縣（斯大林格勒）
- 烏斯季-梅德維茨克地區（米哈伊洛夫卡）
- 霍皮奧爾地區（烏留平斯克）

1921年4月，全俄羅斯中央執行委員會將頓河州的第二顿河地區、烏斯季-梅德維茨克地區與霍皮奧爾地區劃歸察里津省。1925年，該省地名進行大規模更改。察里津更名爲斯大林格勒，察里津省同時更名爲斯大林格勒省，察列夫地區也更名爲列寧斯基地區。1928年，該區因下伏爾加邊疆區成立而廢除，領土全數併入。